# Elachista leifi
Elachista leifi is een vlinder uit de familie grasmineermotten (Elachistidae). De wetenschappelijke naam is voor het eerst geldig gepubliceerd in 1992 door Kaila & Kerppola.
De soort komt voor in Europa.